# بين هوجان
ويليام بين هوجان (William Ben Hogan) (مولده في 13 من أغسطس 1912م - 25 من يوليو 1997م) هو لاعب جولف محترف أمريكي، ويعتبر بصفة عامة أحد أعظم اللاعبين في تاريخ اللعبة. ولد هوجان في غضون ستة أشهر من مولد نجمين آخرين من أعظم نجوم الجولف في القرن العشرين وهما، سام سنيد (Sam Snead) وبايرون نيلسون (Byron Nelson)، ولذا اشتهر هوجان بتأثيره الكبير في مفهوم لعبة الجولف نفسها، كما يشتهر أيضًا بين اللاعبين والمشجعين بقدرته الأسطورية على ضرب الكرة.
وخلال مسيرته المهنية، فاز بين هوجان في تسع بطولات احترافية كبرى، جعلت اسمه يحتل دائمًا المركز الرابع في تاريخ هذه اللعبة (مع جاري بلاير (Gary Player))، بعد جاك نيكلاوس (Jack Nicklaus) (18)، وتايجر وودز (Tiger Woods) (14)، ووالتر هيجن (Walter Hagen) (11). وعلاوة على ذلك، فإن هوجان هو أحد اللاعبين الخمسة الوحيدين الذين تمكنوا من الفوز في البطولات الأربع الرئيسية للجولف (دورة ماسترز والبطولة البريطانية المفتوحة للجولف والبطولة الأمريكية المفتوحة للجولف وبطولة دورة محترفي الجولف)، واللاعبون الأربعة الآخرون هم جيني سارازين (Gene Sarazen) وجاري بلاير وجاك نيكلاوس وتايغر وودز.

## روابط خارجية
- بين هوجان على موقع رابطة لاعبي الغولف المحترفين (الإنجليزية)

- Ben Hogan's Official Site
- Ben Hogan - Daily Telegraph obituary
- World Golf Hall of Fame profile
- Ben Hogan نسخة محفوظة 3 مارس 2021 على موقع واي باك مشين. Photos By A Ravielli Taken For The 5 Lessons of Golf
- Ben Hogan on About.com نسخة محفوظة 27 مايو 2016 على موقع واي باك مشين. Profile, stats and quotes
- Ben Hogan نسخة محفوظة 16 مايو 2006 على موقع واي باك مشين. Profile at Golf Legends